# Gâteau de Savoie
Le gâteau ou biscuit de Savoie est un gâteau d'origine savoyarde, élaboré au XIVe siècle pour le comte Amédée VI de Savoie qui recevait, probablement, l'empereur Charles IV.

## Histoire
Le gâteau de Savoie viendrait d'une recette élaborée au XIVe siècle, au temps du comte Amédée VI. La création est attribuée parfois à Pierre de Yenne, maître queux du comte avant 1343. En effet, la ville de « Yenne revendique la création d'un dessert qui remonterait à Pierre de Yenne, bâtard d'Amédée ». Cependant, d'autres sources indiquent que le cuisinier et maître queux du comte était Jean Belleville ou Jean de Belleville, originaire de la vallée de la Tarentaise et à l'origine de la recette,, de 1348 à 1367.
Le gâteau aurait été présenté à l'empereur Charles IV, de passage en Savoie, entre 1373 et 1383, à l'occasion de son entrée dans la cour du château ou d'un banquet dans cette même cour. On trouve également la date de 1365. La gâteau aurait eu la forme du duché de Savoie, avec ses montagnes et ses vallées, le tout surmonté d'une couronne impériale,,.
Une même présentation sous forme de gâteau — ou pâté — représentant le territoire savoyard et ses châteaux a été réalisée par le cuisinier du comte de Savoie, Morel, et servi à l'empereur, qui fait le comte  Amédée VIII vicaire du Saint-Empire et, surtout, érige le comté en duché de Savoie le 19 février 1416. Morel se serait inspiré du gâteau du cuisinier Jean de Belleville.
On en trouve une recette détaillée dans l'ouvrage de François Massialot, Le Cuisinier roïal et bourgeois.

## Description

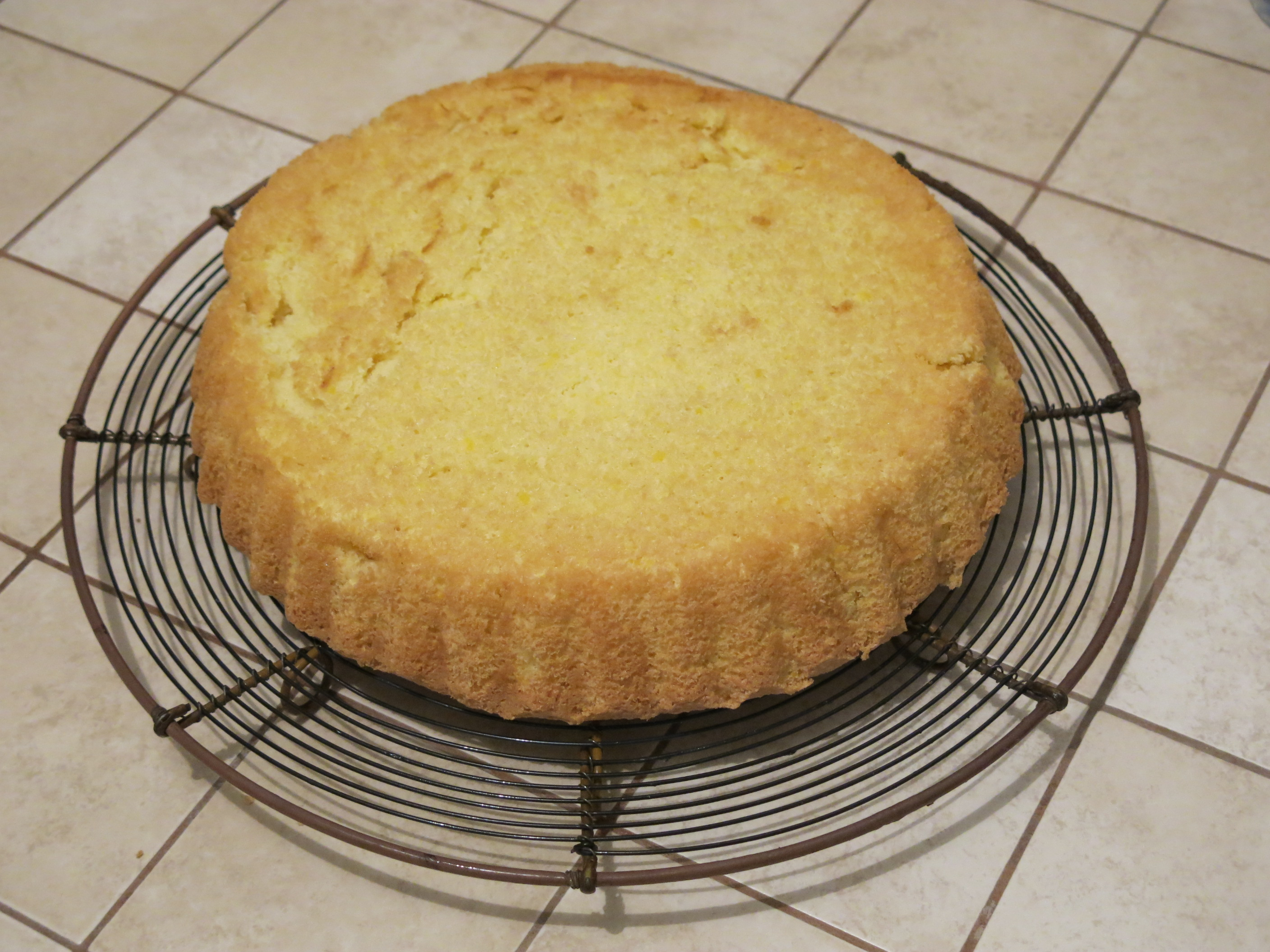
Gâteau de Savoie.

L'historienne locale Marie-Thérèse Hermann rappelle dans ses différents ouvrages les ingrédients en vue de la préparation. Il faut des œufs, du sucre en poudre, de la farine, de la fécule et un zeste de citron râpé.
Le gâteau de Savoie est un gâteau très aérien obtenu par l'incorporation délicate de blancs d'œufs montés qui donnent ce côté moelleux, accompagné d'un zeste d'agrumes pour relever le goût.